# Корбачик
Ко́рбачик (словац. korbáčik) — традиционный словацкий овечий сыр из тонких волокон, сплетённый в косички. Корбачики продаются в солёном растворе, копчёными или некопчёными. Названия «зазривский корбачик» и «оравский корбачик» включены в список защищённых Европейским союзом названий продкутов питания с географической характеристикой, при этом разницы в рецептуре и способе приготовления между этими сырами нет.
Изготовление корбачика начинается с того, что кусковой сыр распаривают в горячей воде и вручную растягивают на нити толщиной 2—10 мм. Процесс предусматривает долгое вымачивание сыра в рассоле со специями. Это обеспечивает не только характерный пикантный вкус, но и возможность хранения до двух месяцев при температурах ниже 8 °C. После вымачивания сырные нити сплетают в косички (с этим связано название сыра, в переводе означающее «кнутик»). Текстура нитей плотная, эластичная. По некоторым рецептам сыр коптят. Нити копчёного корбачика имеют более плотную оболочку, сохраняя мягкую сердцевину, а его пикантный вкус, нежно-молочный до копчения, приобретает дополнительные нюансы. Цвет сыра в зависимости от длительности выдержки и копчения варьирует от светло-молочного до тёмно-кремового. Корбачик может изготавливаться также из коровьего молока. Вкус такого сыра менее выражен.
Жирность от 20 до 25 %, средняя калорийность около 240 Ккал на 100 г. Сыр богат белком и кальцием, содержит значительные количества витамина D, цинка и калия.
Корбачик едят в виде закуски (в составе нарезки с хлебом, фруктами и орехами) или как компонент горячих блюд — супов, рагу, пасты.